# Simon Reeve
Simon Alan Reeve es un autor británico y presentador televisivo, actualmente radicado en Londres y Devon. Hace documentales de viaje y ha escrito libros sobre terrorismo internacional, historia moderna y sus propias aventuras. Ha sido presentador de la BBC con las series televisivas Trópico de Cáncer, Ecuador y Trópico de Capricornio, entre otras.
Reeve es autor de los superventas Los nuevos chacales (1998), Un día en septiembre (2000) y Trópico de Capricornio (2007). Ha recibido un premio One World Media  y en el 2012 el premio Ness de la Royal Geographical Society.

## Vida y carrera
Reeve nació en Hammersmith y creció en el oeste de Londres. Estudió en la Twyford Church of England High School pero su conducta como adolescente fue problemática y no llegó a graduarse. Raramente viajaba al extranjero hasta que empezó a trabajar. Después de dejar la escuela tuvo varios empleos, en un supermercado, una joyería y una tienda de beneficencia, hasta recalar en el diario británico The Sunday Times, inicialmente repartiendo el correo y más tarde trabajando en el archivo y como ayudante de investigación. En los años siguientes realizó sus propias investigaciones sobre el Atentado del World Trade Center de 1993, fruto de las cuales publicó Los nuevos chacales: Ramzi Yousef, Osama bin Laden y el futuro del terrorismo, éxito de ventas y posiblemente el primer libro escrito sobre Al Qaeda.
Tras los ataques del 11 de septiembre de 2001, Reeve se hizo más conocido y empezó hacer documentales de viaje para la BBC. Tom Hall, editor de viajes para Lonely Planet, ha descrito los programas de Reeve como "los mejores documentales de viajes para televisión de los ultimos cinco años".
Después de contraer malaria en un viaje alrededor del Ecuador, Reeve prestó su imagen y su historia para una campaña de concientización sobre la Malaria patrocinada por GlaxoSmithKline. Junto con Sir David Attenborough y otras personalidades, Reeve es miembro del Consejo de Embajadores de WWF (Fondo mundial para la naturaleza), una de las principales organizaciones medioambientales del mundo. En enero de 2013, apareció en un especial benéfico para The Great British Bake Off.
El 6 de septiembre de 2018 vio la luz la autobiografía de Reeve, titulada "Paso a paso: la vida en mis viajes" (Step by step: The Life in My Journeys) y que narra desde sus principios humildes hasta su éxito como autor y presentador.
En 2020 Reeve recibió de BBC Two el encargo de presentar su primer programa de viajes en el Reino Unido, Cornualles con Simon Reeve, así como Viajes increíbles con Simon Reeve. Este último se plantea como una serie retrospectiva al estilo de Joanna Lumley's Unseen Adventures o Michael Palin: Travels of a Lifetime.

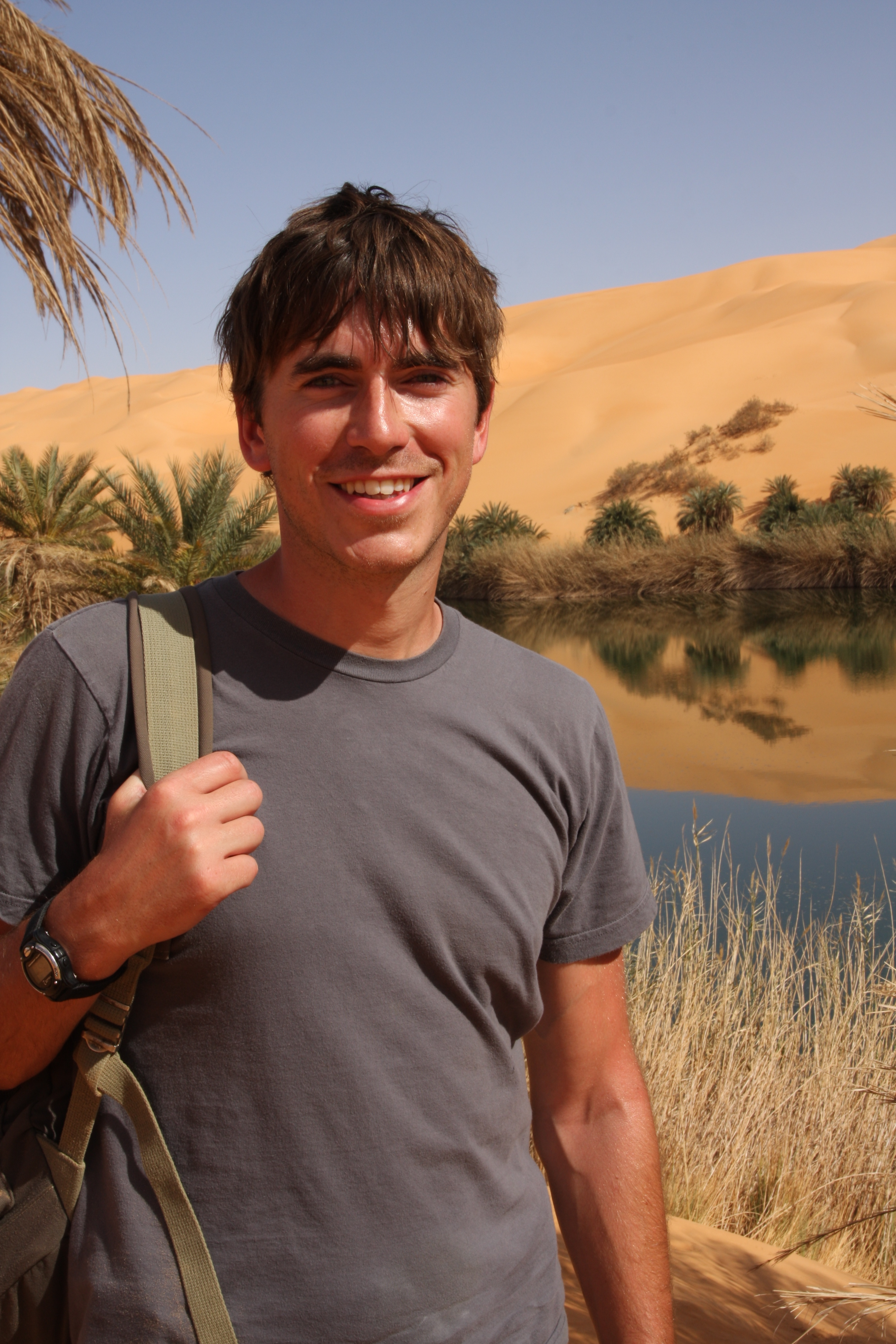
Simon Reeve en Libia haciendo turismo por el Trópico de Cáncer

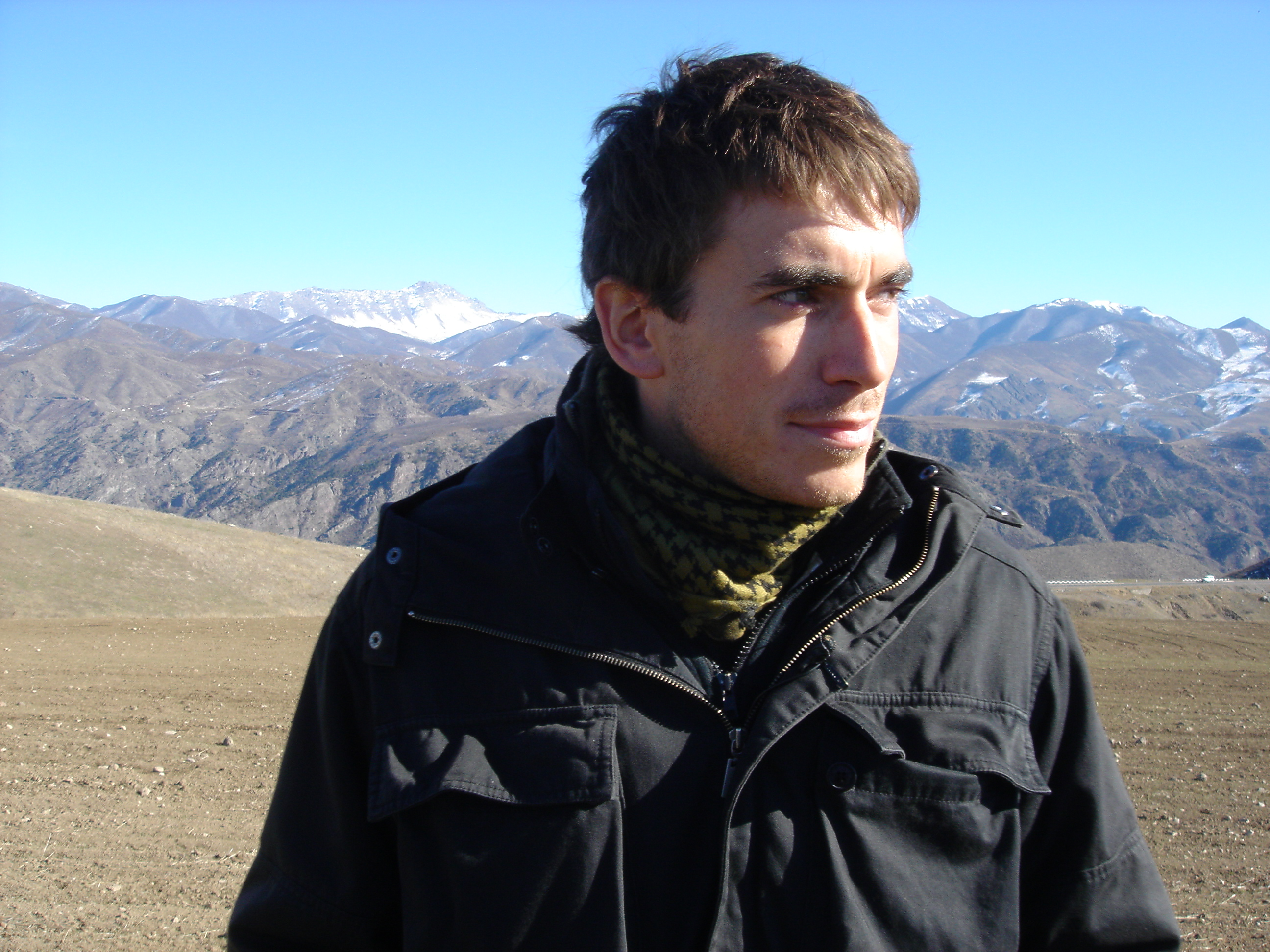
Simon Reeve en la frontera de la nación no reconocida Nagorno-Karabakh

## Televisión
- Meet the Stans (2003)[13]
- House of Saud (also broadcast as: Saudi: The Family in Crisis) (2004)[14]
- Places That Don't Exist (2005)[15]
- Equator (2006)[16] (Silver Award winner, 2007 Wanderlust Travel Awards)
- Tropic of Capricorn (2008)[17]
- Explore (2009)
- Tropic of Cancer (2010)[18]
- Indian Ocean (2012)[19]
- Cuba with Simon Reeve (2012)[20]
- Australia with Simon Reeve (2013)[21]
- Pilgrimage with Simon Reeve (2013)
- Tea Trail/Coffee Trail with Simon Reeve (2014)[22]
- Sacred Rivers with Simon Reeve (2014)
- Caribbean with Simon Reeve (2015)
- Ireland with Simon Reeve (2015)
- Greece with Simon Reeve (2016)
- Turkey with Simon Reeve (2017)
- Colombia with Simon Reeve (2017)
- Russia with Simon Reeve (2017)[23]
- Burma with Simon Reeve (2018)
- Mediterranean with Simon Reeve (2018)
- North Americas with Simon Reeve (2019)
- The Balkans (2020)[24]
- Cornwall with Simon Reeve (2020)
- Incredible Journeys with Simon Reeve (2021)

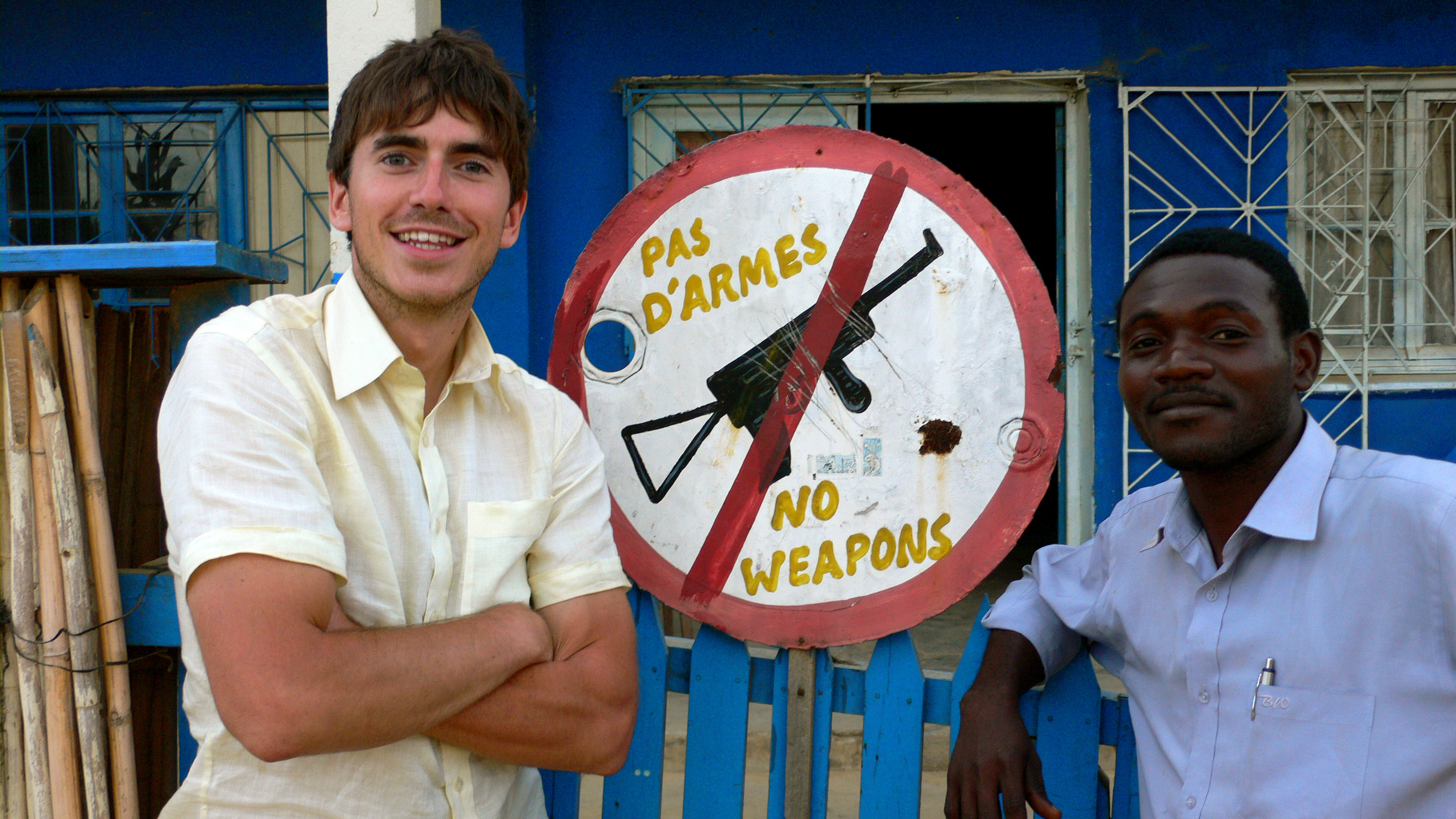
Simon Reeve en Ecuador

## Vida personal
Reeve está casado con Anya Reeve (née Courts), camarógrafa de televisión y activista, que ha sido candidata por el Partido Verde. La pareja tiene un hijo llamado Jake.